# Badminton-Bundesliga 1973/74
Die Badminton-Bundesligasaison 1973/74 bestand aus 14 Spieltagen im Modus „Jeder gegen jeden“ mit Hin- und Rückspiel. Meister wurde der 1. BV Mülheim.

## Endstand
| Platz | Verein | Spiele | Punkte | Spielpunkte |
| ----- | --- | ------ | ------ | ----------- |
| 1.    | 1. BV Mülheim (Gerhard Kucki, Horst Lösche, Karl-Heinz Garbers, Kurt Link, Peter Schwabe, Karin Kucki, Antonie Schwabe, Karin Schäfers)                               | 14     | 27:01  |             |
| 2.    | 1. BC Beuel (Roland Maywald, Karl-Heinz Zwiebler, Alfred Kreutzberg, Reiner Wodey, Reinhold Wolber, Rolf Zizmann, Marieluise Zizmann, Eva-Maria Kranz, Helga Maywald) | 14     | 24:04  |             |
| 3.    | Merscheider TV (N) (Hans-Dietrich Emmers, Konrad Hapke, Klaus Gorholt, Horst Schmitz, Gudrun Ziebold, Tonny Pannemans)                                                | 14     | 16:12  |             |
| 4.    | VfL Bochum | 14     | 12:16  |             |
| 5.    | TuS Wiebelskirchen | 14     | 11:17  |             |
| 6.    | SV Helios Berlin | 14     | 10:18  |             |
| 7.    | PSV Grün-Weiß Wiesbaden | 14     | 10:18  |             |
| 8.    | Post-SV Braunschweig (N) | 14     | 02:26  |             |